# Lamprocopa delata
Lamprocopa delata es una especie de insecto coleóptero de la familia Chrysomelidae.
Fue descrita científicamente en 1843 por Erichson.